# Stadtwaldstraße 349 (Mönchengladbach)

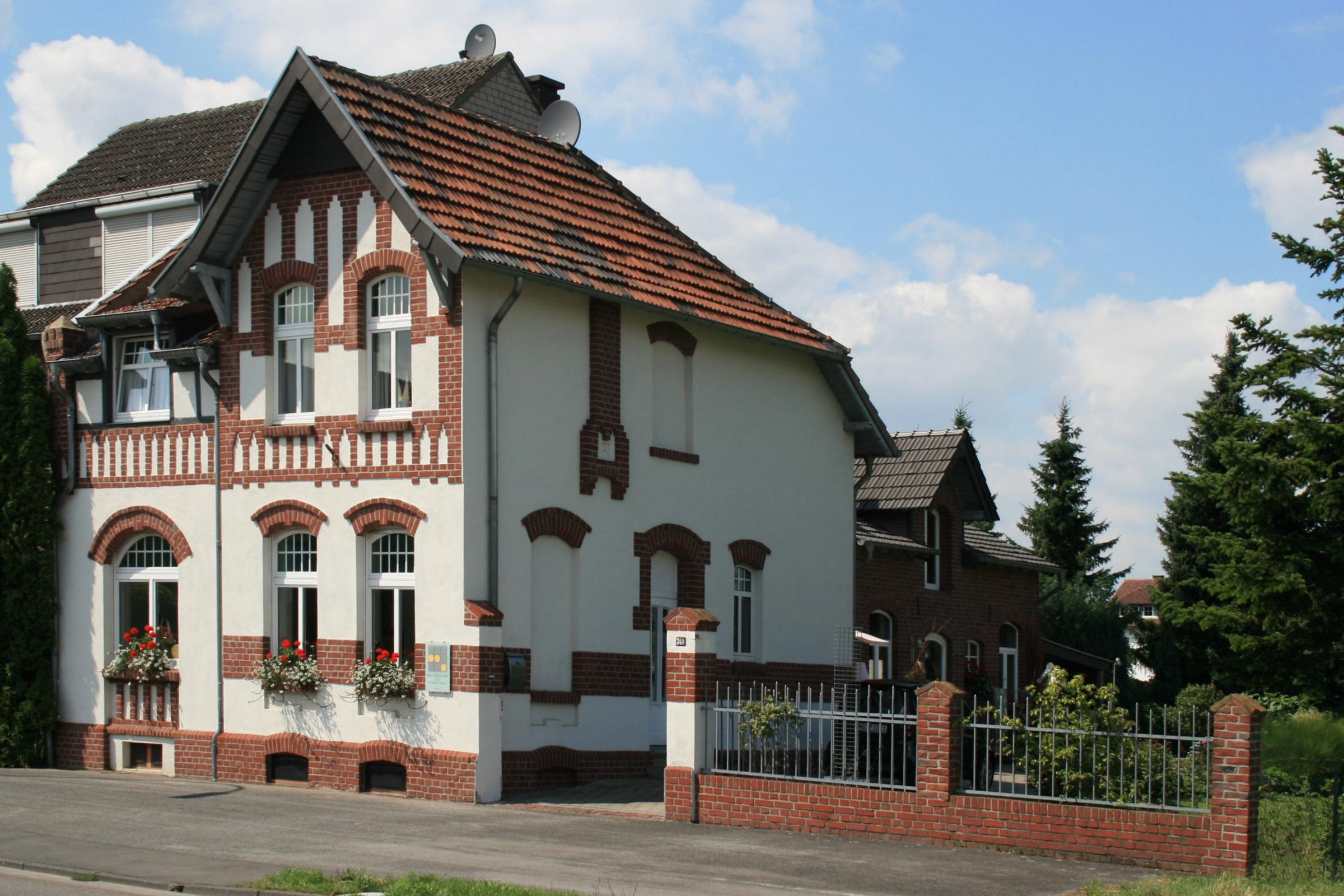
Wohnhaus (2010)

Das Wohnhaus Stadtwaldstraße 349 steht im Stadtteil Günhoven in Mönchengladbach (Nordrhein-Westfalen).
Das Gebäude wurde um die Jahrhundertwende erbaut und unter Nr. St 023 am 17. September 1991 in die Denkmalliste der Stadt Mönchengladbach eingetragen.

## Lage
Das Gebäude liegt an der Stadtwaldstraße in Günhoven, die von Rheindahlen nach Rheydt führt. 

## Architektur
Es handelt sich um ein kleines traufständiges, eineinhalbgeschossiges sowie dreiachsiges Gebäude mit einem giebelständigen Querhaus unter einem Satteldach. Das Haus wurde 1900/1901 erbaut. Das Objekt ist aus ortsgeschichtlichen und ausgewogenen Fassadengestaltung als Denkmal schützenswert.